# Battaglia di Ascoli (209 a.C.)
La battaglia di Ascoli (l'antica Ausculum, nell'Apulia) fu combattuta nel 209 a.C. fra l'esercito cartaginese di Annibale e quello romano di Marco Claudio Marcello.
Mentre la battaglia di per sé non ebbe esito decisivo, l'esercito di Marcello si ritirò in Campania e rimase inattivo per il resto dell'estate, consentendo all'esercito cartaginese di attraversare l'Italia meridionale.
Questa mancanza di azione sollecitò i nemici di Marcello, che chiesero la sua deposizione dal comando. Nonostante questo Marcello fu eletto console per l'anno successivo.